# Matthias Reuter

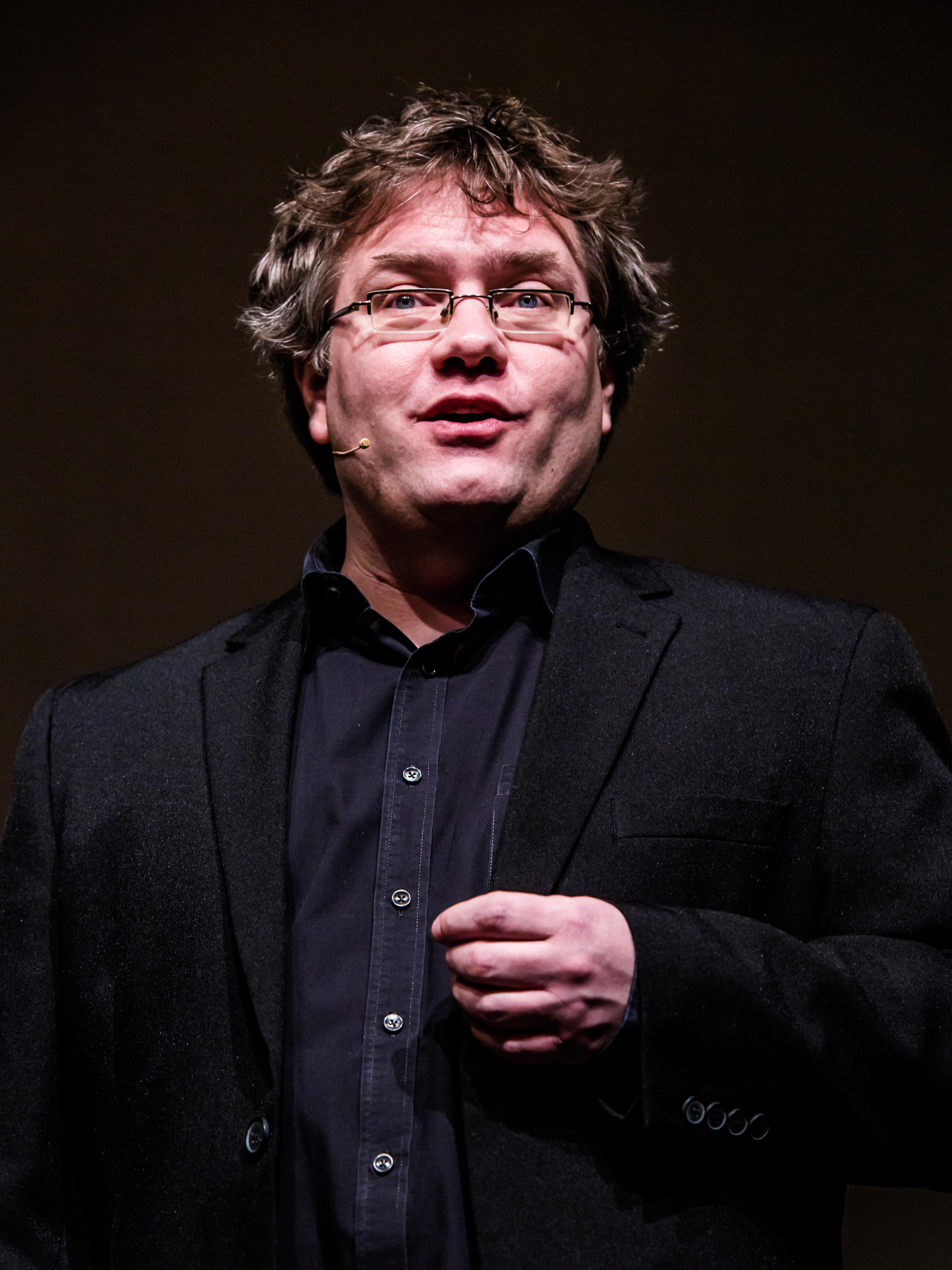
Matthias Reuter bei der Internationalen Kulturbörse Freiburg 2018

Matthias Reuter (* 13. Oktober 1976 in Oberhausen) ist ein deutscher Kabarettist.
Reuter studierte Germanistik, Geschichte und Philosophie und schrieb seine Magisterarbeit 2004 über das Kabarett der Weimarer Republik. 2004 absolvierte er die Celler Schule. 2005 nahm er am Popkurs Hamburg teil. Seit April 2006 ist er Mitglied der SAGO-Akademie von Christof Stählin. Reuter war als Kabarettist Gast in verschiedenen Rundfunksendungen, u. a. der Sender Deutschlandfunk, WDR 2 sowie WDR 5.

## Preise und Auszeichnungen
- 2008: Krefelder Krähe, 1. Platz
- 2009: Bielefelder Kabarettpreis, erster Preis der Jury- sowie der Publikumswertung
- 2009: Nachwuchsförderpreis für junge Liedermacher, beim Festival Songs an einem Sommerabend
- 2011: Jurypreis des Wettbewerbs Tegtmeiers Erben
- 2013: Jurypreis Stockstädter Römerhelm
- 2016: Emser Pastillchen für zwei Stimmbänder
- 2016: 7. Niedersächsischer Laubenpieper
- 2017: Westfälisches Blindhuhn, Kategorie Musik-Kabarett
- 2017: Reinheimer Satirelöwe, Publikumspreis
- 2018: 2. Hessischer Kabarettpreis, Publikumspreis
- 2019: Dresdner Satire-Preis, Jurypreis und Publikumspreis
- 2020: Herborner Schlumpeweck, Jurypreis
- 2024: Fränkischer Kabarettpreis, 2. Platz
- 2025: Rahdener Spargel

## Veröffentlichungen
- 2009 CD Auf Schwarz sieht man alles!
- 2013 CD Die Menschen sind ´ne Krisenherde
- 2010 Buch Schrecken des Alltags
- 2013 Buch MÄH!
- 2016 CD Auswärts denken mit Getränken
- 2019 CD Wenn ich groß bin, werd ich Kleinkünstler
- 2019 Buch Rentnerfischen im Hallenbad
- 2022 CD Karrierefreies Wohnen
- 2023 CD-Box WortArt-Klassiker
- 2024 CD Matthias Reuter ist höchstwahrscheinlich echt